# Bruno Maddox
Bruno P. Maddox (sinh năm 1969) là một tiểu thuyết gia và nhà báo, người được biết nhiều nhất qua cuốn tiểu thuyết Chiếc váy nhỏ màu xanh dương của tôi (năm 2001) và  những bài tiểu luận châm biếm của ông.
Sau khi tốt nghiệp Đại học Harvard năm 1992, Maddox bắt đầu sự nghiệp của mình xem xét sách cho tờ New York Times cuốn Sách Xét và Washington Post cuốn Sách trên thế Giới. Trong đầu năm 1996, ông được bổ nhiệm tới một biên tập tại theo dõi tạp chí và trong một vài năm ông được thăng chức tổng biên tập, một vị trí ông giữ cho đến khi các tạp chí tắt trong năm 1998. Maddox đã viết Nhỏ của Tôi, chiếc Váy màu Xanh từ năm 1999 và năm 2001. Kể từ của nó, ông đã tập trung vào viết châm biếm bài tiểu luận cho các tạp chí như BÁNH răng và Đi du lịch Với Giải trí, ông cũng có đóng góp hàng tháng, hàng cột hài hước để Khám phá tạp chí gọi là "bị Mù quáng bởi Khoa học" vẽ trên đầu của ông tiếp xúc với khoa học và công nghệ. Maddox cũng là một biên tập viên người Mỹ của tạp chí Time.